# Broome (Norfolk)
Broome – wieś w Anglii, w hrabstwie Norfolk, w dystrykcie South Norfolk. Leży 21 km na południowy wschód od Norwich i 153 km na północny wschód od Londynu.
Miejscowość liczy 475 mieszkańców.